# Reproduction chez les plantes à fleurs

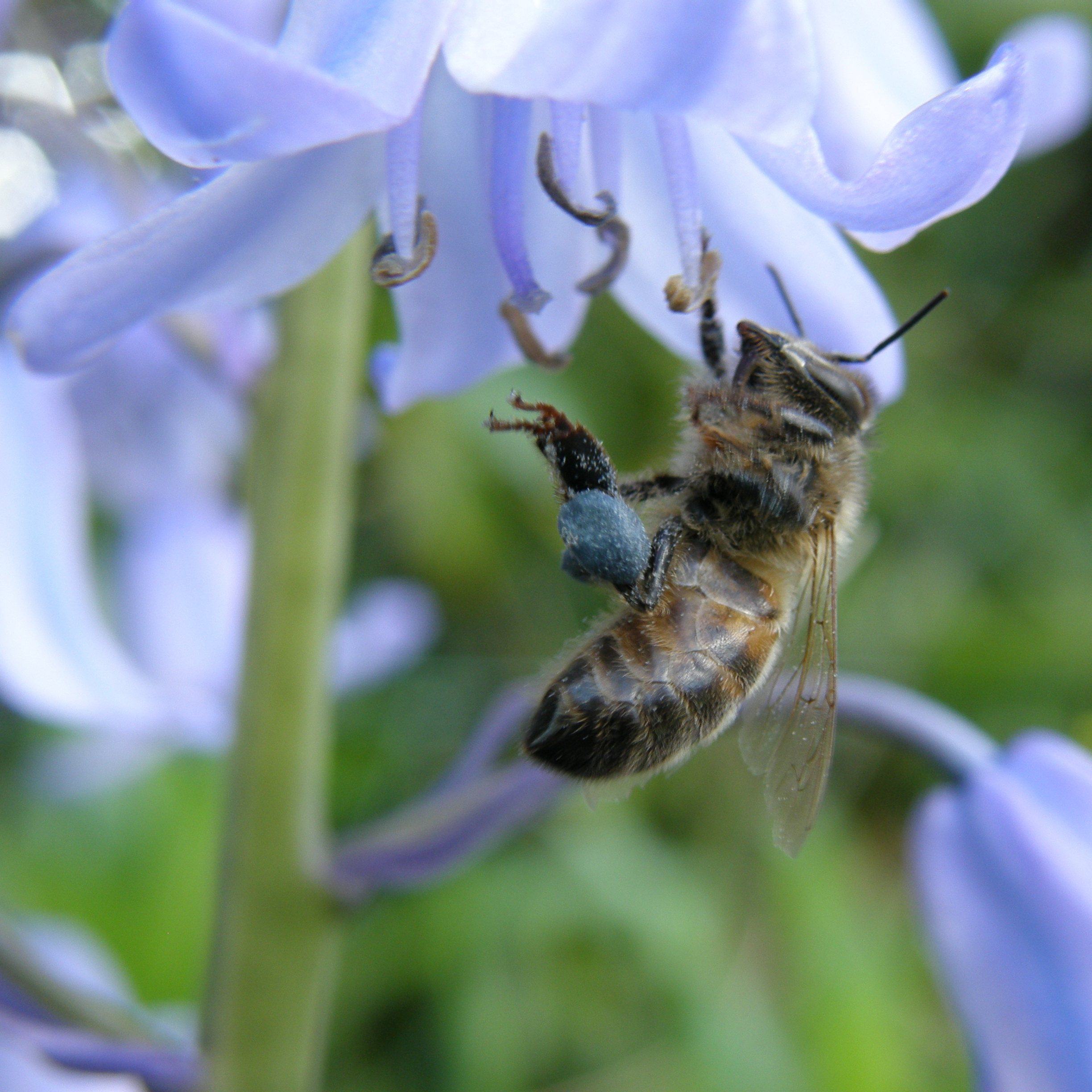
Abeille en train de butiner.

La fleur représente l'organe de reproduction chez les plantes à fleurs (Angiospermes). Les étamines produisent les grains de pollen qui contiennent les cellules reproductrices mâles, tandis que le pistil abrite l'ovule. La fécondation est généralement croisée, c'est-à-dire que dans la plupart des cas, une plante  ne peut pas s'auto-féconder.

## La constitution d'une fleur
La fleur est constituée de pétales, d’étamines avec les sacs polliniques (contenant des cellules reproductrices mâles), et des pistils ou carpelles avec les ovaires (contenant des cellules reproductrices femelles) et les stigmates. La fleur est un ensemble de feuilles modifiées.

## La fécondation
Lorsqu'un grain de pollen (gamétophyte male) se dépose sur la partie terminale du pistil, le stigmate (ce qui constitue la pollinisation), il germe et forme un long tube pollinique dans lequel se forment deux gamètes mâles. Quand l'extrémité du tube pollinique arrive au contact de l'ovule, les gamètes mâles pénètrent à l'intérieur, pour atteindre le sac embryonnaire, gamétophyte femelle contenant sept cellules, dont l'une est l'oosphère (gamète femelle, homologue de l’ovule des animaux). L'un des deux gamètes mâles féconde l'oosphère, dont le développement donnera l'embryon, tandis que l'autre fusionne avec une grande cellule à deux noyaux (œuf albumen), qui fournira les réserves de la graine..

## Développement de la graine
Les deux gamètes formeront alors un embryon qui par la suite deviendra une graine. Cette graine formera ainsi la nouvelle plante.

## Germination
Si les conditions sont favorables, la graine germe : le premier organe à apparaître est une petite racine appelée radicule. L'embryon se développe en une jeune plantule qui vit sur les réserves nutritives de la graine jusqu'à ce que ses premières feuilles lui permettent de réaliser la photosynthèse. 